# Tobolsk
Tobolsk (en ruso: Тобольск, [tɐˈbolʲsk]) fue la capital histórica de Siberia, y actualmente una ciudad ordinaria del óblast de Tiumen, en Rusia. Está localizada en la confluencia de los ríos Tobol e Irtish.

## Historia
Tobolsk fue fundada por los cosacos comandados por su líder Yermak Timoféyevich entre 1585 y 1586 durante el primer avance ruso en Siberia. Cerca de las ruinas de Qashliq, capital del Kanato de Siberia. Esto se hizo con el asentimiento de la Gobernación de Siberia y prosperó gracias al comercio con China y Bujará. Fue ahí donde se establecieron la primera escuela, el primer teatro y el primer periódico de Siberia. Daniel Defoe escribió su novela Robinson Crusoe en Las remotas aventuras de Robinson Crusoe, en Tobólsk, de septiembre de 1703 a junio de 1704.[cita requerida]
Debido a los desacuerdos administrativos del territorio, Tobólsk dejó el asiento del Gobernador general de Siberia Occidental hasta que fuera trasladado a Omsk de 1820 a 1830. Homenajeando a la autoridad de la ciudad, muchas ciudades siberianas tenían sus armas originales y muestran la insignia de Tobólsk, entre ellas, Omsk, Tiumén y Tomsk. Omsk honra la herencia hasta este día.
Hasta la Revolución rusa de 1917, la ciudad servía como la capital de gubernatura de Tobolsk. Vasily Perov y Dmitri Mendeleev (creador de la tabla periódica), fueron los habitantes más famosos de la ciudad. La importancia de la ciudad disminuyó cuando el Ferrocarril Transiberiano la evitó en su recorrido, en los años 1890.
Entre los edificios seculares notorios de la ciudad se encuentra la casa construida por el comerciante y recaudador de impuestos Kuklin después de un incendio que arrasó con la ciudad en 1788.
En agosto de 1917, después de la Revolución, el Zar Nicolás II de Rusia y su familia fueron traídos aquí para vivir en el relativo lujo de la antigua casa del Gobernador general. En abril de 1918, después de que el Ejército Blanco se acercara a la ciudad, la familia real entera fue asesinada en Ekaterimburgo, terminando así la dinastía imperial de los Romanov.
La economía del Tobólsk moderno se centra en una refinería de petróleo principalmente. También se conservan algunas artesanías tradicionales, como la talladura de hueso.

## Clima
| Parámetros climáticos promedio de Tobolsk   | Parámetros climáticos promedio de Tobolsk | Parámetros climáticos promedio de Tobolsk | Parámetros climáticos promedio de Tobolsk | Parámetros climáticos promedio de Tobolsk | Parámetros climáticos promedio de Tobolsk | Parámetros climáticos promedio de Tobolsk | Parámetros climáticos promedio de Tobolsk | Parámetros climáticos promedio de Tobolsk | Parámetros climáticos promedio de Tobolsk | Parámetros climáticos promedio de Tobolsk | Parámetros climáticos promedio de Tobolsk | Parámetros climáticos promedio de Tobolsk | Parámetros climáticos promedio de Tobolsk |
| Mes                                         | Ene.                                      | Feb.                                      | Mar.                                      | Abr.                                      | May.                                      | Jun.                                      | Jul.                                      | Ago.                                      | Sep.                                      | Oct.                                      | Nov.                                      | Dic.                                      | Anual                                     |
| ------------------------------------------- | ----------------------------------------- | ----------------------------------------- | ----------------------------------------- | ----------------------------------------- | ----------------------------------------- | ----------------------------------------- | ----------------------------------------- | ----------------------------------------- | ----------------------------------------- | ----------------------------------------- | ----------------------------------------- | ----------------------------------------- | ----------------------------------------- |
| Temp. máx. abs. (°C)                        | 5.5                                       | 5.8                                       | 14.7                                      | 29.5                                      | 35.7                                      | 37.2                                      | 39.6                                      | 35.0                                      | 30.1                                      | 23.7                                      | 12.3                                      | 4.5                                       | 39.8                                      |
| Temp. máx. media (°C)                       | -13.1                                     | -9.7                                      | -0.9                                      | 8.2                                       | 17.1                                      | 22.2                                      | 23.9                                      | 20.6                                      | 14.1                                      | 6.5                                       | -4.5                                      | -10.8                                     | 6.1                                       |
| Temp. media (°C)                            | -17.4                                     | -15.1                                     | -6.4                                      | 2.6                                       | 10.9                                      | 16.6                                      | 18.5                                      | 15.4                                      | 9.2                                       | 2.5                                       | -8.0                                      | -14.8                                     | 1.2                                       |
| Temp. mín. media (°C)                       | -21.9                                     | -20.2                                     | -11.8                                     | -2.5                                      | 5.0                                       | 11.3                                      | 13.4                                      | 10.7                                      | 5.1                                       | -1.0                                      | -11.5                                     | -19.0                                     | -3.5                                      |
| Temp. mín. abs. (°C)                        | -48.5                                     | -47.8                                     | -41.8                                     | -30.3                                     | -14.6                                     | -2.2                                      | 3.4                                       | -2.9                                      | -6.5                                      | -25.8                                     | -40.1                                     | -51.8                                     | -51.8                                     |
| Precipitación total (mm)                    | 21.0                                      | 17.0                                      | 22.7                                      | 26.6                                      | 38.8                                      | 73.8                                      | 68.3                                      | 73.7                                      | 51.9                                      | 38.7                                      | 36.3                                      | 28.2                                      | 497                                       |
| Días de lluvias (≥ 1 mm)                    | 1                                         | 0.2                                       | 3                                         | 10                                        | 13                                        | 16                                        | 16                                        | 20                                        | 20                                        | 14                                        | 4                                         | 1                                         | 118.2                                     |
| Días de nevadas (≥ 1 mm)                    | 22                                        | 17                                        | 13                                        | 6                                         | 2                                         | 0                                         | 0                                         | 0                                         | 0.4                                       | 6                                         | 17                                        | 22                                        | 105.4                                     |
| Horas de sol                                | 61                                        | 114                                       | 177                                       | 217                                       | 265                                       | 288                                       | 298                                       | 225                                       | 156                                       | 92                                        | 60                                        | 42                                        | 1995                                      |
| Humedad relativa (%)                        | 81                                        | 77                                        | 72                                        | 65                                        | 62                                        | 66                                        | 73                                        | 78                                        | 79                                        | 79                                        | 82                                        | 81                                        | 74.6                                      |
| Fuente n.º 1: pogoda.ru.net                 |                                           |                                           |                                           |                                           |                                           |                                           |                                           |                                           |                                           |                                           |                                           |                                           |                                           |
| Fuente n.º 2: NOAA (horas de sol 1961-1990) |                                           |                                           |                                           |                                           |                                           |                                           |                                           |                                           |                                           |                                           |                                           |                                           |                                           |

## Personajes célebres
- Gabdulkhay Akhatov, lingüista, fundador de escuelas científicas.
- Dimitri Ivanovich Mendeléiev, Inventor de la tabla periódica de los elementos.

## Monumentos
El principal monumento de la ciudad es el kremlin de Tobolsk, ya que Tobolsk es la única ciudad de Siberia, y una de las pocas en Rusia, que tiene un Kremlin o fortaleza de piedra, construida alrededor de los siglos XVII y XVIII. Las paredes blancas y torres del conjunto de iglesias y edificios están espectacularmente ubicados sobre una alta orilla del río. Fueron declarados un tesoro nacional histórico y arquitectónico en 1870.
Los monumentos principales del Kremlin son la catedral de Santa Sofía (1683-1686), el patio mercante (1703-1705), el palacio episcopal (1773-1775), y la supuesta Cámara Sueca (1713-1716), con seis pasillos barrocos. La ciudad contiene notables iglesias barrocas y neoclásicas a partir de los siglos XVIII y XIX. También significativo es un monumento de granito dedicado a Yermak Timoféyevich, construido por Alexander Brullov en 1839.

## Galería

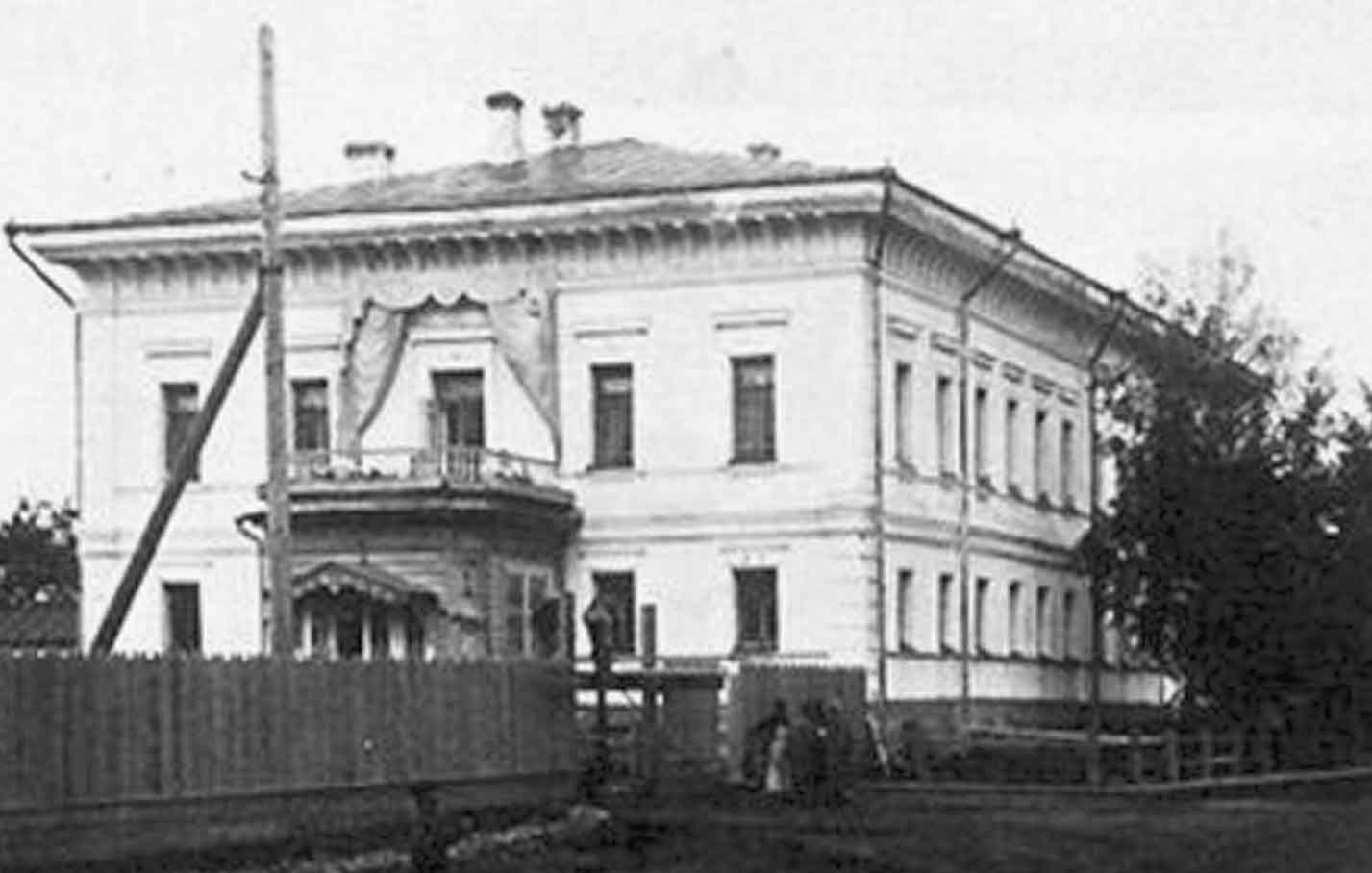
Mansión del Gobernador de Tobolsk, en la cual la familia imperial rusa estuvo en cautiverio, entre agosto de 1917 y abril de 1918
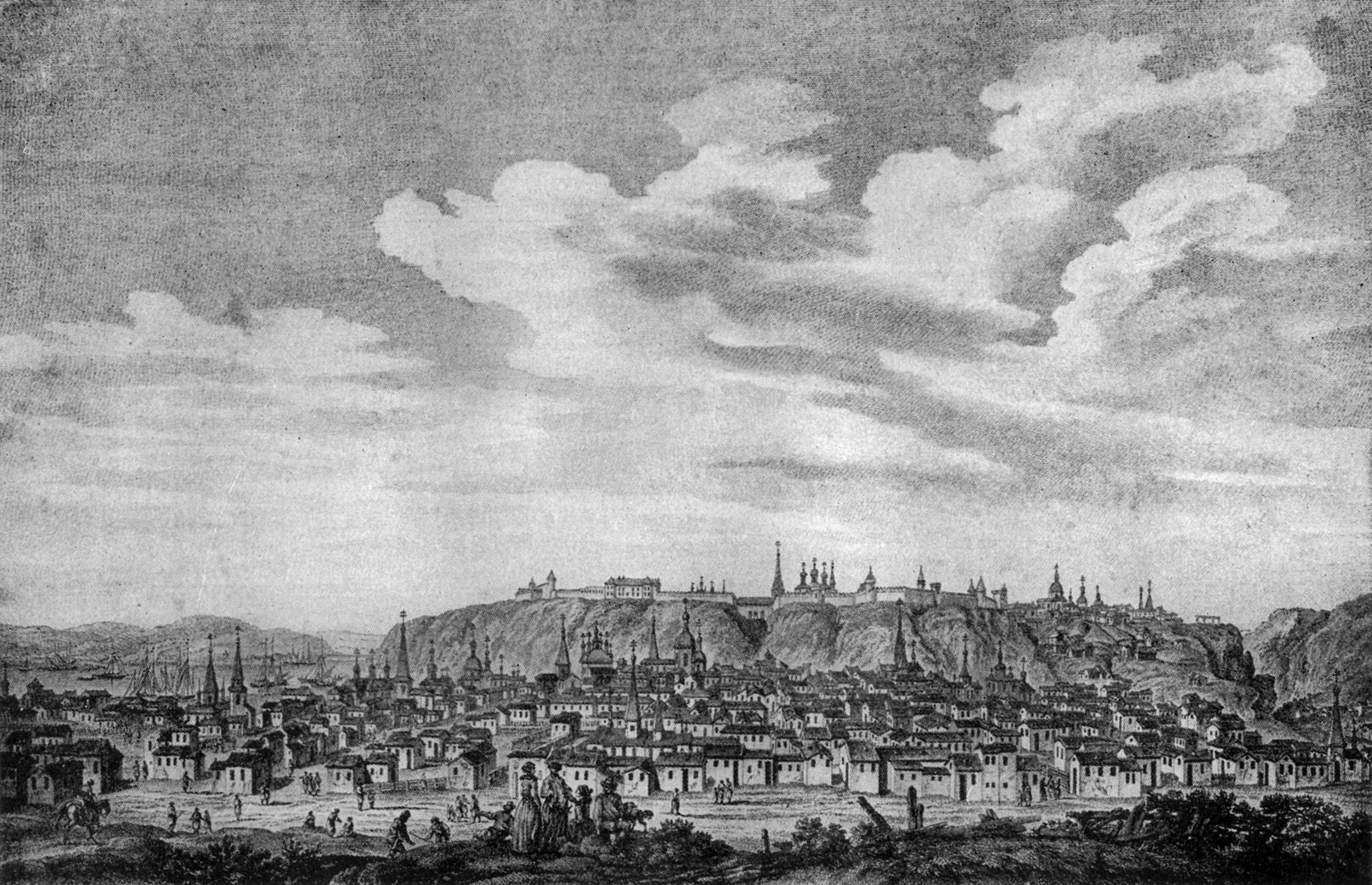
La ciudad en 1898.
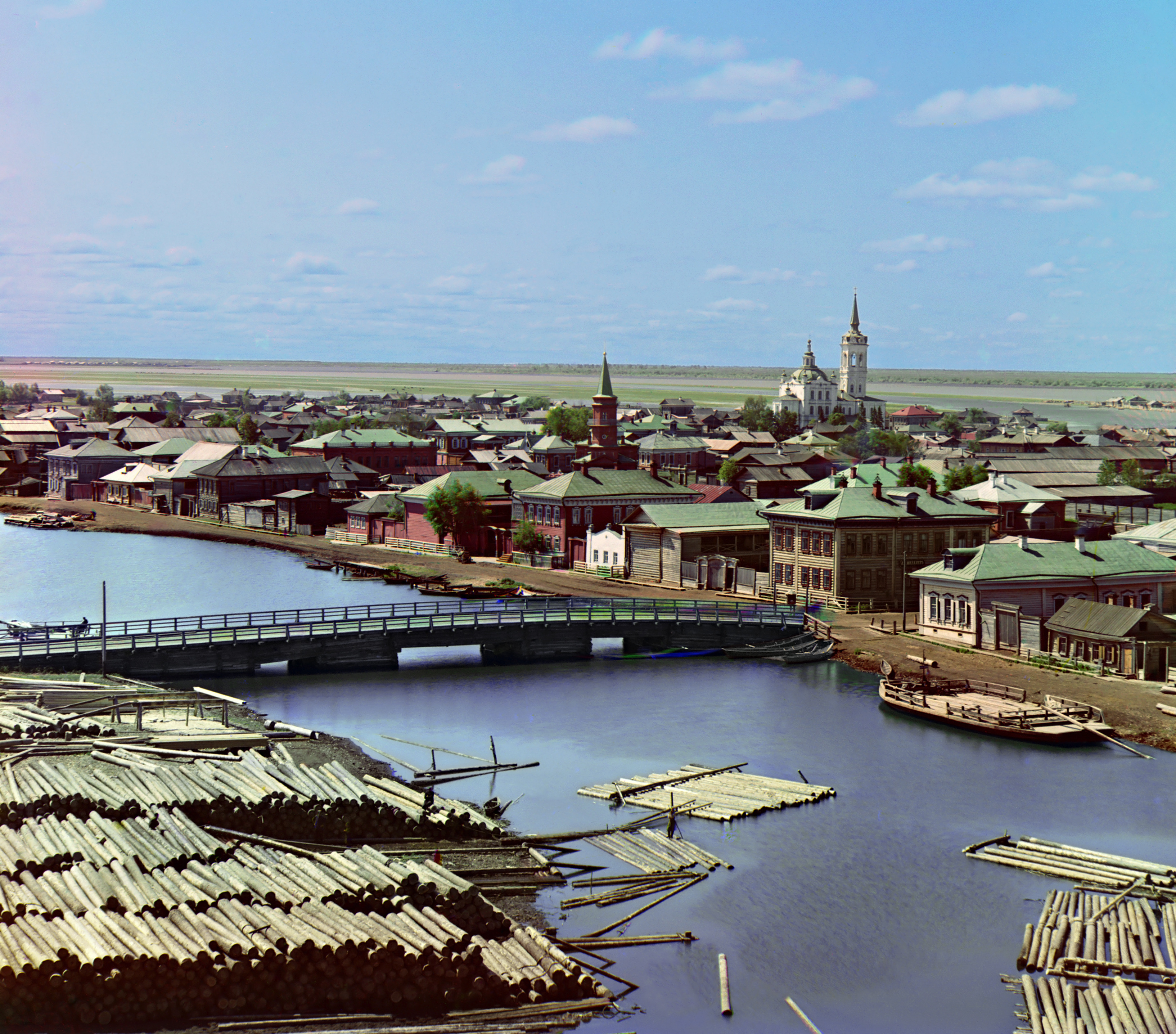
Vista de Tobolsk en 1910, foto de Sergéi Prokudin-Gorski.
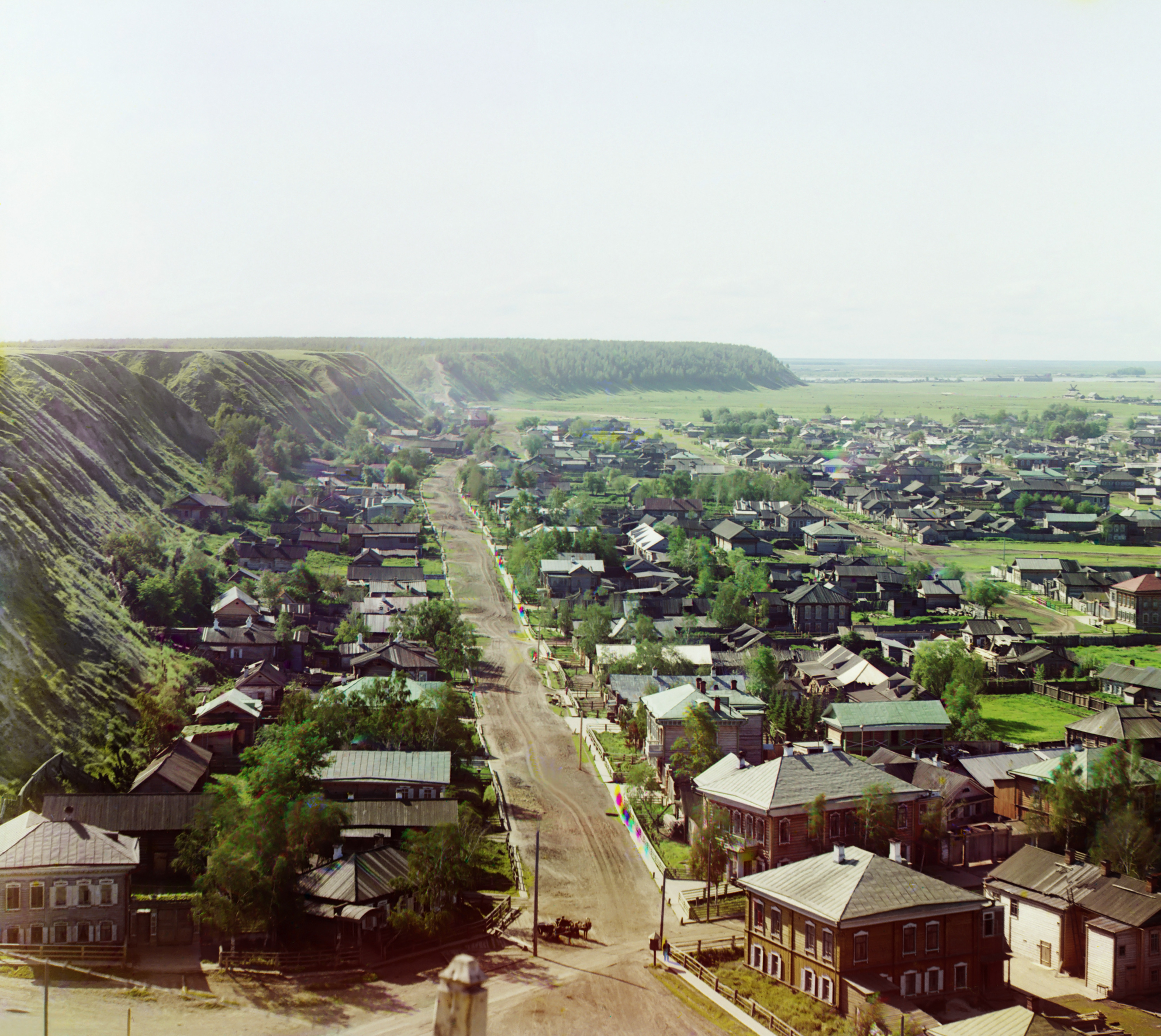
Vista de la ciudad en 1912.
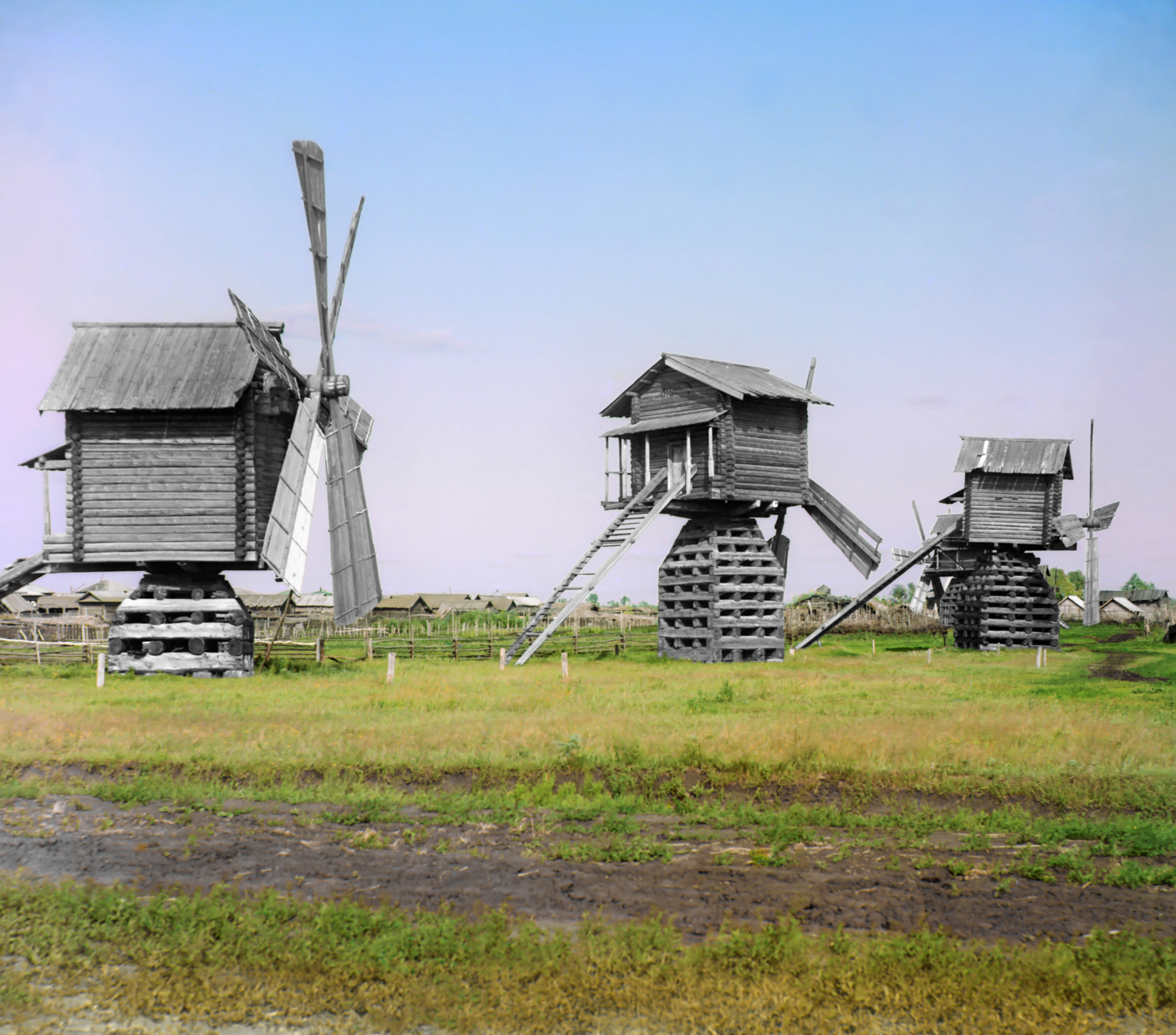
Molinos de viento cerca de Tobolsk en 1912.
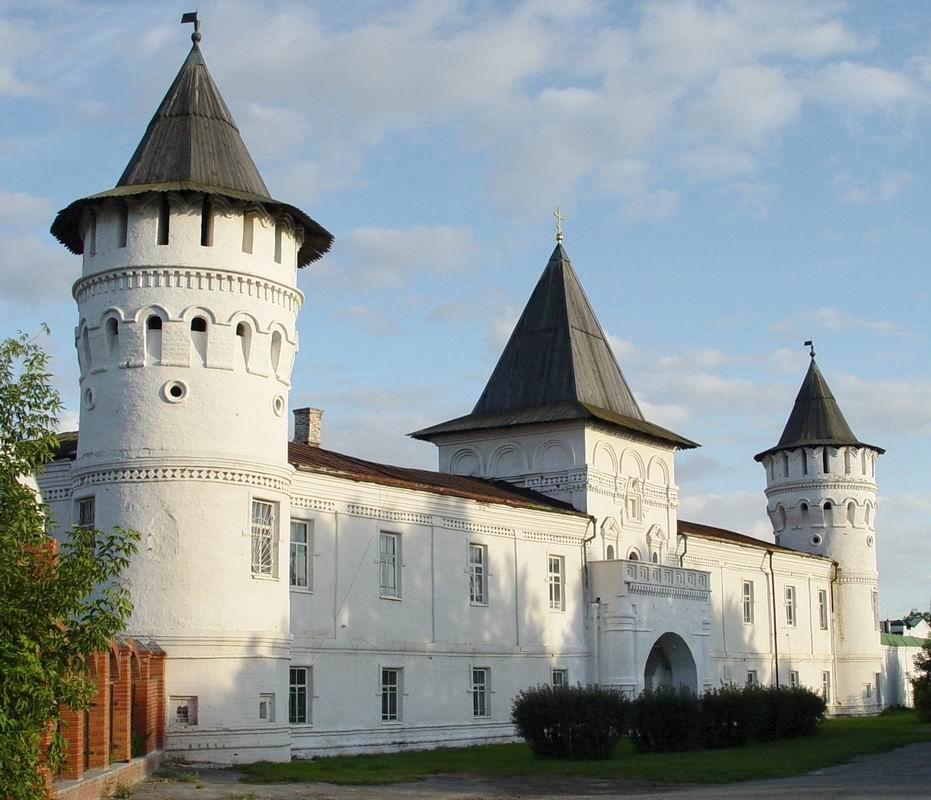
La antigua casa de comercio en 2004.